# Kaplica św. Jana Chrzciciela w Grodźcu
Kaplica pod wezwaniem św. Jana Chrzciciela w Grodźcu – kaplica filialna w miejscowości Grodziec w gminie Niemodlin należąca do parafii Wniebowzięcia Najświętszej Maryi Panny w Niemodlinie, w Dekanacie Niemodlin.